# Liste der Arbeitsminister von Baden-Württemberg
Dieser Artikel enthält eine Liste der Arbeitsminister von Baden-Württemberg.

## Finanzminister Südbaden (1946–1952)
| Name                 | Amtsantritt                      | Kabinett                          | Partei |
| -------------------- | -------------------------------- | --------------------------------- | ------ |
| Friedrich Leibbrandt | 3. Dezember 1946 26. Juni 1947   | Staatssekretariat Wohleb Wohleb I | SPD    |
| Eduard Lais          | 4. Februar 1948 22. Februar 1949 | Wohleb II Wohleb III              | CDU    |

## Finanzminister Württemberg-Baden (1945–1952)
| Name          | Amtsantritt                       | Kabinett         | Partei |
| ------------- | --------------------------------- | ---------------- | ------ |
| Max Bock      | 24. September 1945                | Maier I          | KPD    |
| Rudolf Kohl   | 1. Februar 1946 16. Dezember 1946 | Maier I Maier II | KPD    |
| David Stetter | 11. Januar 1951                   | Maier III        | SPD    |

## Finanzminister Württemberg-Hohenzollern (1946–1952)
| Name            | Amtsantritt                  | Kabinett    | Partei |
| --------------- | ---------------------------- | ----------- | ------ |
| Eugen Wirsching | 8. Juli 1947 13. August 1948 | Bock Müller | CDU    |

## Arbeitsminister Baden-Württemberg (seit 1952)
| Name                     | Amtsantritt                                                  | Kabinett                               | Partei |
| ------------------------ | ------------------------------------------------------------ | -------------------------------------- | ------ |
| Ermin Hohlwegler         | 25. April 1952 7. Oktober 1953 9. Mai 1956 17. Dezember 1958 | Maier Müller I Müller II Kiesinger I   | SPD    |
| Josef Schüttler          | 23. Juni 1960 11. Juni 1964 16. Dezember 1966                | Kiesinger II Kiesinger III Filbinger I | CDU    |
| Walter Hirrlinger        | 12. Juni 1968                                                | Filbinger II                           | SPD    |
| Annemarie Griesinger     | 8. Juni 1972 2. Juni 1976 30. August 1978                    | Filbinger III Filbinger IV Späth I     | CDU    |
| Dietmar Schlee           | 4. Juni 1980                                                 | Späth II                               | CDU    |
| Barbara Schäfer          | 6. Juni 1984 8. Juni 1988 13. Januar 1991                    | Späth III Späth IV Teufel I            | CDU    |
| Helga Solinger           | 11. Juni 1992                                                | Teufel II                              | SPD    |
| Erwin Vetter             | 11. Juni 1996                                                | Teufel III                             | CDU    |
| Friedhelm Repnik         | 11. November 1998 12. Juni 2001                              | Teufel III Teufel IV                   | CDU    |
| Tanja Gönner             | 14. Juli 2004                                                | Teufel IV                              | CDU    |
| Andreas Renner           | 29. April 2005                                               | Oettinger I                            | CDU    |
| Monika Stolz             | 1. Februar 2006 14. Juni 2006 24. Februar 2010               | Oettinger I Oettinger II Mappus        | CDU    |
| Katrin Altpeter          | 12. Mai 2011                                                 | Kretschmann I                          | SPD    |
| Nicole Hoffmeister-Kraut | 12. Mai 2016 12. Mai 2021                                    | Kretschmann II Kretschmann III         | CDU    |